# Crêt du Rey
Le crêt du Rey est un sommet de France, dans le département de la Savoie, sur la commune d'Aime-la-Plagne. Il s'élève à 2 633 mètres d'altitude dans le massif du Beaufortain, au sud du Cormet d'Arêches.

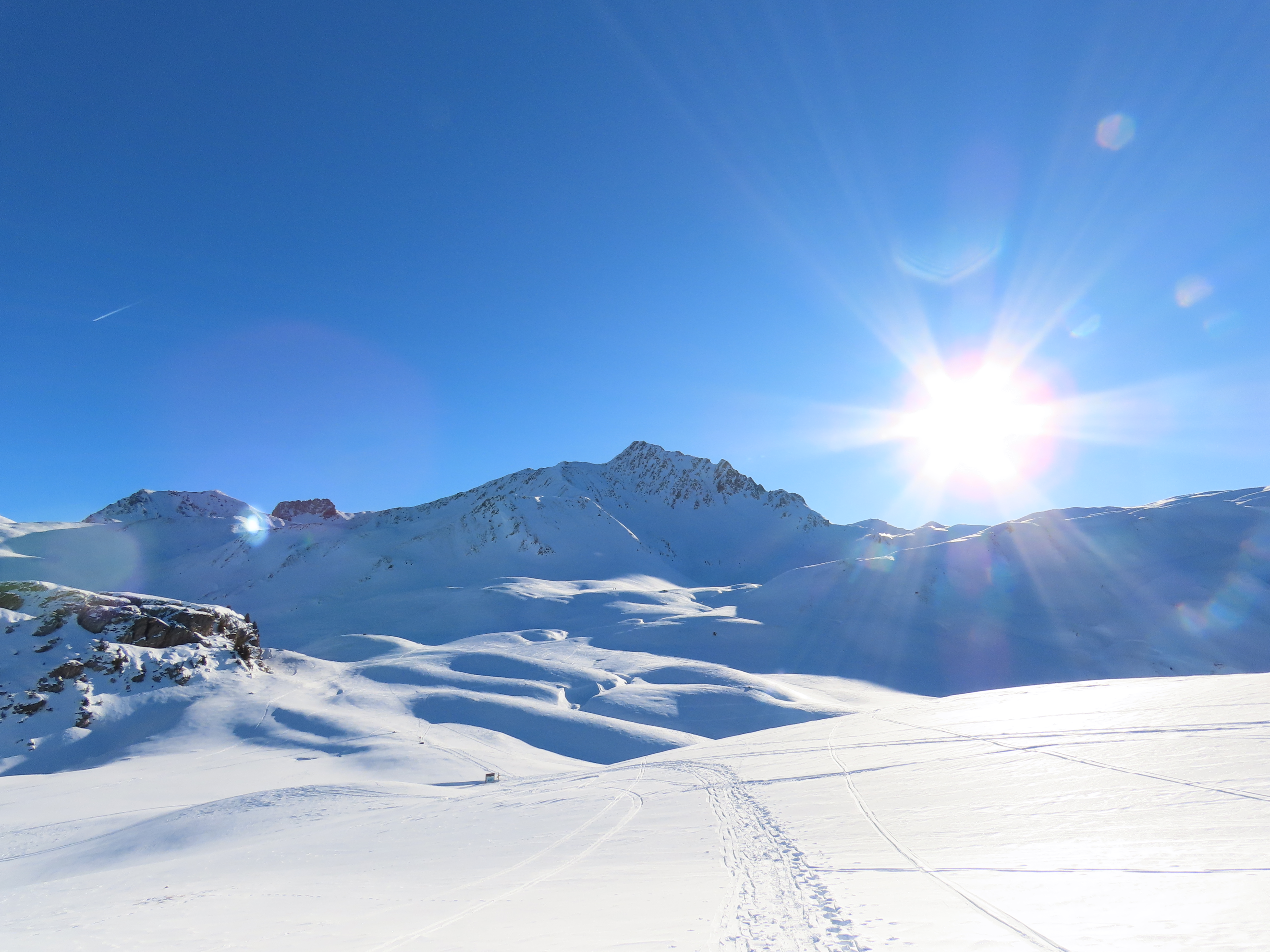
Vue hivernale du crêt du Rey depuis le Cormet d'Arêches au nord.